# Alizée Morel
Pour les articles homonymes, voir Morel.
Alizée Morel, née le 14 mai 1995 à Laval, est une nageuse française.

## Carrière
De 2012 à 2016 elle s'entraîne avec Fabrice Pellerin sous les couleurs de l'Olympique Nice Natation. Pendant ces années elle est sacrée championne de France Junior et obtient plusieurs médailles nationales dans cette catégorie.
De 2016 à 2019 c'est à Toulouse qu'elle s'entraîne, sous les ordres de Walter Monberge au club des dauphins du TOEC.
Elle est sacrée championne de France du 400 mètres nage libre en 2017.
Elle remporte également le titre national du 800 mètres nage libre aux Championnats de France de natation en petit bassin 2016.
Lors de l'Universiade d'été de 2017 à Taipei (Taïwan), elle se classe 11e des demi-finales sur le 200 mètres nage libre.
Elle remporte aux Jeux méditerranéens de 2018 deux médailles d'argent en relais 4 × 100 m nage libre et 4 × 200 m nage libre.
En 2018, elle obtient la quatrième place européenne en relais 4 × 200 m nage libre aux Championnats d'Europe 2018.
Elle rejoint le Cercle des Nageurs d'Antibes en 2019 avec Franck Esposito comme entraîneur, dans son objectif de qualification olympique.
Elle remporte la médaille d'argent au 800 mètres nage libre, et deux médailles de bronze au 200 mètres nage libre et 400 mètres nage libre lors des Championnats de France de natation en petit bassin 2019.
Elle annonce une pause à sa carrière sportive en octobre 2021.
Aux Jeux des îles de l'océan Indien 2023 à Madagascar, elle est médaillée d'or du 200 mètres nage libre ainsi que du  relais 4 × 100 m nage libre pour le compte de La Réunion.

## Parcours scolaire
Parallèlement elle suit un Bachelor en finance et marketing au sein de l'EDHEC de Nice.